# Lectio difficilior potior
El principio  lectio difficilior potior  (en latín, la lectura más difícil es la más fuerte) es un principio de la crítica textual. Se trata de una regla interna filológica, que se aplica de manera independiente de los criterios de evaluación para cada lectio particular.

## Origen
Este principio forma parte de un conjunto de criterios establecidos en el siglo XVIII, en el contexto de la batalla cultural durante la Ilustración, con el objetivo de dar una base neutra para el descubrimiento de textos modelos, más allá de la autoridad de las versiones recibidas o de las tradiciones. Fue elaborado por primera vez por Johann Albrecht Bengel, en su Prodromus Novi Testamenti Graeci Rectè Cautèque Adornandi (1725) y empleado en su Novum Testamentum Graecum (1734). Lo divulgó Johann Jakob Wettstein, a quien a menudo se suele atribuir.

## Aplicación
Cuando manuscritos diferentes con el mismo texto están en conflicto en una palabra, el término más inusual es también, con una gran probabilidad, el más fiel al original. La asunción es que en los textos que han llegado a través de la tradición manuscrita, los copistas sustituían muy a menudo las palabras difíciles o inusuales con una  más actual y común. El fenómeno contrario, según este principio, se considera menos probable.
Se aplica en la exégesis bíblica cuando se trata de comparar las variantes del mismo trabajo, por ejemplo las variantes textuales del Nuevo Testamento como la que existe en una fórmula de sinónimos, creada por Johann Albrecht Bengel: Proclivi praestat ardua ("La difícil [lección] prevalece sobre el fácil"). Este principio es paralelo al de Lectio brevior potior ("La lección más corta es la mejor"). Ambas son las dos reglas básicas de la crítica textual del Nuevo Testamento.